# 李宏昌
李宏昌（1924年11月—2023年10月2日），内蒙古通辽人，中华人民共和国政治人物，中国民主建国会会员，曾任全国工商联副主席、名誉副主席，吉林省政协副主席，第八届全国政协委员。